# Yūichi Sugita
Yūichi Sugita (japanisch 杉田 祐一 Sugita Yūichi; * 18. September 1988 in Sendai) ist ein japanischer Tennisspieler.

## Leben und Karriere
Sugita gewann 2010 auf der ATP Challenger Tour seinen ersten Titel. Vor heimischem Publikum in Kyōto besiegte er Matthew Ebden in drei Sätzen. Auf der World Tour erzielte er 2012 erste Achtungserfolge. So besiegte er bei den Chennai Open 2012 den auf Position 67 notierten Olivier Rochus sowie Lu Yen-hsun. Erst im Viertelfinale unterlag er Nicolás Almagro in drei Sätzen. Zum 29. Februar 2016 durchbrach er mit Rang 99 erstmals die Top 100 der Weltrangliste.
Am 1. Juli 2017 gewann Sugita beim ATP Turnier in Antalya seinen ersten Titel auf der ATP World Tour. Im Finale bezwang er den Franzosen Adrian Mannarino 6:1 und 7:6 (7:4) und kletterte in der Weltrangliste auf Platz 44. Nach dem erstmaligen Gewinn eines Matches auf Grand-Slam-Ebene konnte Sugita nach Wimbledon sein bisheriges Karrierehoch um eine Position verbessern.
Sugita spielt seit 2007 für die japanische Davis-Cup-Mannschaft.

## Erfolge
| Legende (Anzahl der Siege)  |
| Grand Slam                  |
| ATP World Tour Finals       |
| ATP World Tour Masters 1000 |
| ATP World Tour 500          |
| ATP World Tour 250 (1)      |
| ATP Challenger Tour (11)    |

### Einzel

#### Turniersiege

##### ATP World Tour
| Nr. | Datum        | Turnier | Belag | Finalgegner      | Ergebnis  |
| --- | ------------ | ------- | ----- | ---------------- | --------- |
| 1.  | 1. Juli 2017 | Antalya | Rasen | Adrian Mannarino | 6:1, 7:64 |

##### ATP Challenger Tour
| Nr. | Datum             | Turnier    | Belag       | Finalgegner       | Ergebnis       |
| --- | ----------------- | ---------- | ----------- | ----------------- | -------------- |
| 1.  | 14. März 2010     | Kyōto (1)  | Teppich (i) | Matthew Ebden     | 4:6, 6:4, 6:1  |
| 2.  | 8. September 2013 | Shanghai   | Hartplatz   | Hiroki Moriya     | 6:3, 6:3       |
| 3.  | 26. Oktober 2014  | Pune       | Hartplatz   | Adrián Menéndez   | 6:71, 6:4, 6:4 |
| 4.  | 6. September 2015 | Bangkok    | Hartplatz   | Marco Trungelliti | 6:4, 6:2       |
| 5.  | 8. November 2015  | Hua Hin    | Hartplatz   | Stéphane Robert   | 6:2, 1:6, 6:3  |
| 6.  | 28. Februar 2016  | Kyōto (2)  | Teppich (i) | Zhang Ze          | 5:7, 6:3, 6:4  |
| 7.  | 5. März 2017      | Yokohama   | Hartplatz   | Kwon Soon-woo     | 6:4, 2:6, 7:62 |
| 8.  | 19. März 2017     | Shenzhen   | Hartplatz   | Blaž Kavčič       | 7:66, 6:4      |
| 9.  | 11. Juni 2017     | Surbiton   | Rasen       | Jordan Thompson   | 7:67, 7:68     |
| 10. | 28. Juli 2019     | Binghamton | Hartplatz   | João Menezes      | 7:62, 1:6, 6:2 |
| 11. | 11. August 2019   | Yokkaichi  | Hartplatz   | James Duckworth   | 3:6, 6:3, 7:61 |